# Tseng Chang
Tseng Chang (Pekín, China, 18 de mayo de 1930 - Richmond, Canadá, 25 de enero de 2021) fue un cineasta y actor chinoestadounidense. 

## Carrera artística
Después de los 70 desarrolló gran parte de su carrera en los Estados Unidos. Ha sido reconocido por algunos de sus papeles en Xiang xi shi Wang, Yu ya gon wu y 2012. Como director en Xiao ha (1980)

## Filmografía
| Año  | Título                                    | Rol                             | Notas               |
| ---- | ----------------------------------------- | ------------------------------- | ------------------- |
| 1953 | Jue dai jia ren                           |                                 |                     |
| 1953 | Cun cao xin                               |                                 |                     |
| 1953 | Hua hua shi jie                           |                                 |                     |
| 1953 | Nie hai hua                               |                                 |                     |
| 1954 | Du hui jiao xiang qu                      |                                 |                     |
| 1955 | Shao nu de fan nao                        |                                 |                     |
| 1955 | Bu yao li kai wo                          |                                 |                     |
| 1956 | Mei gui yan                               |                                 |                     |
| 1956 | Nu zi gong yu                             |                                 |                     |
| 1957 | Ming Feng                                 |                                 |                     |
| 1957 | Hong deng long                            |                                 |                     |
| 1957 | Lian feng he ming                         |                                 |                     |
| 1958 | Xiao mi qu shi                            |                                 |                     |
| 1958 | Lan hua hua                               |                                 |                     |
| 1958 | You nu huai chun                          |                                 |                     |
| 1958 | Xiang xiang pen xiao jie                  |                                 |                     |
| 1959 | Wang lao wu zhi lian                      |                                 |                     |
| 1959 | Ji ling gui yu xiao lai mao               |                                 |                     |
| 1959 | Mi ren de jia qi                          |                                 |                     |
| 1961 | Lei yu                                    |                                 |                     |
| 1963 | Xue di qing chou                          |                                 |                     |
| 1964 | Jin ying                                  |                                 |                     |
| 1964 | Na na nu nu                               |                                 |                     |
| 1964 | Wu hu hiang                               |                                 |                     |
| 1965 | Xi Shi                                    |                                 |                     |
| 1965 | Yan yu                                    |                                 |                     |
| 1965 | Fen hong se de meng                       |                                 |                     |
| 1968 | Shuang nu qing qe                         |                                 |                     |
| 1968 | Zhen zhu feng yun                         |                                 |                     |
| 1968 | Ying chun hua                             |                                 |                     |
| 1969 | Wo di yi jia                              |                                 |                     |
| 1970 | Hsi nou ai le                             |                                 |                     |
| 1976 | Yi bang rou                               |                                 |                     |
| 1977 | Qu Yuan                                   |                                 |                     |
| 1978 | Ba shi qi yu jie liang yuan               |                                 |                     |
| 1988 | As Tears Go By (El fluir de las lágrimas) |                                 |                     |
| 1990 | Una bala en la cabeza                     |                                 |                     |
| 1992 | Yu ya gong wu                             |                                 |                     |
| 1992 | Qi an shi lu bai se tong dao              |                                 |                     |
| 1993 | Xiang xi shi Wang                         |                                 |                     |
| 1995 | Nu ren si shi                             |                                 |                     |
| 1997 | Breaker High                              |                                 |                     |
| 1997 | Ninja Turtles: The Next Mutation          |                                 |                     |
| 1999 | These Arms of Mine                        |                                 |                     |
| 1999 | En compañía de espías                     |                                 |                     |
| 1999 | Night Man                                 |                                 |                     |
| 2000 | Turn It Up                                |                                 |                     |
| 2000 | Dr. Jekyll and Mr. Hyde                   | Dr. Chau / Mr.Wong / Hooded Man |                     |
| 2000 | Shangai Kid. del este al oeste'           |                                 |                     |
| 2000 | Romeo debe morir                          |                                 |                     |
| 2000 | Siete días                                |                                 |                     |
| 2001 | Da Vinci's Inquest                        |                                 |                     |
| 2001 | The Miracle of the Cards                  |                                 |                     |
| 2001 | El vestido de la novia                    |                                 |                     |
| 2001 | L'or                                      |                                 |                     |
| 2001 | Walking Shadow                            |                                 |                     |
| 2001 | Lunch with Charles                        |                                 |                     |
| 2002 | Una banda de tramposos                    |                                 |                     |
| 2002 | Long Life, Hapiness & Prosperity          |                                 |                     |
| 2003 | Betraying Reason                          |                                 |                     |
| 2003 | Hasta que la muerte nos separe            |                                 |                     |
| 2003 | Superagente Cody Banks                    |                                 |                     |
| 2003 | Cosas de tíos                             |                                 |                     |
| 2004 | Diario adolescente                        |                                 |                     |
| 2004 | The Murdoch Mysteries                     |                                 |                     |
| 2004 | Zi yu zi le                               |                                 |                     |
| 2004 | Kingdom Hospital                          |                                 |                     |
| 2005 | Reefer Madness: The Musical Movie         |                                 |                     |
| 2006 | Intelligence                              |                                 |                     |
| 2006 | Everything's Gone Green                   |                                 |                     |
| 2006 | El juego de los extraños                  |                                 |                     |
| 2006 | Regenesis                                 |                                 |                     |
| 2007 | Whistler                                  |                                 |                     |
| 2007 | They Wait                                 |                                 |                     |
| 2007 | Novio por una noche                       |                                 |                     |
| 2007 | Sai Gon nhat thuc                         |                                 |                     |
| 2007 | Dragon Boys                               |                                 |                     |
| 2008 | Dim Sum Funeral                           |                                 |                     |
| 2008 | Sobrenatural                              |                                 | Serie de Televisión |
| 2008 | Christmas Cottage                         |                                 |                     |
| 2009 | Romaine par moins 30                      |                                 |                     |
| 2009 | 2012: Fin del Mundo                       |                                 |                     |
| 2010 | Gunlow                                    |                                 |                     |
| 2012 | Arrow                                     |                                 |                     |
| 2013 | Final Recipe                              |                                 |                     |
| 2015 | 8 Minutes Ahead                           |                                 |                     |